# الکساندر کایدانوفسکی

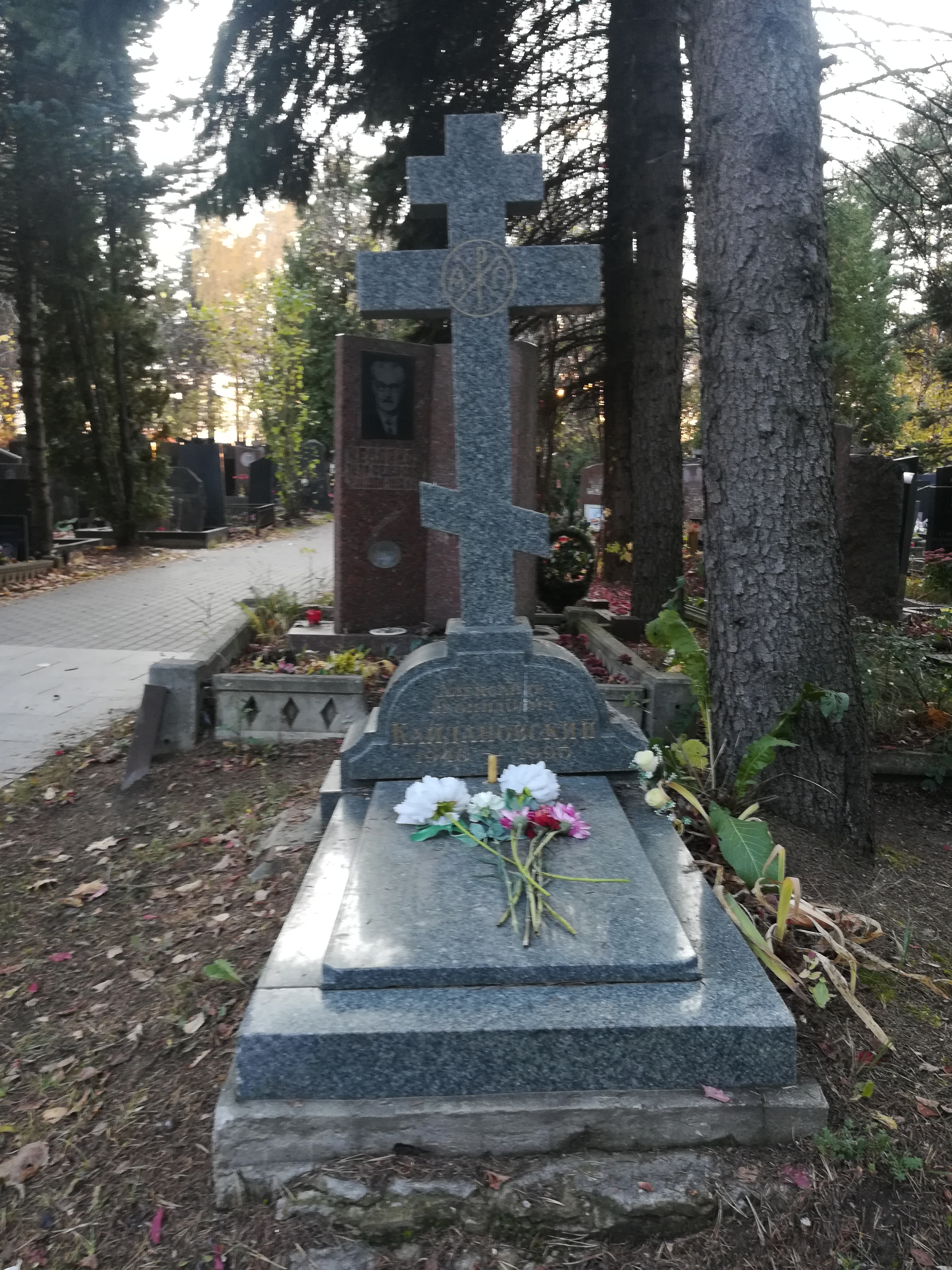
مزار كايدانوفسكي

الکساندر کایدانوفسکی (روسی: Алекса́ндр Леони́дович Кайдано́вский؛ ۲۳ ژوئیهٔ ۱۹۴۶ – ۳ دسامبر ۱۹۹۵) یک هنرپیشه و کارگردان فیلم اهل اتحاد جماهیر سوسیالیستی شوروی بود. 
از فیلم‌ها یا برنامه‌های تلویزیونی که وی در آن نقش داشته است می‌توان به استاکر،  آخرین بهار و محافظ شخصی اشاره کرد.